# هيكتور هومبيرتو غوتيريز
هيكتور هومبيرتو غوتيريز (بالإسبانية: Héctor Humberto Gutiérrez)‏ هو سياسي مكسيكي، ولد في 2 نوفمبر 1962 في مونتيري في المكسيك. حزبياً، نشط في الحزب الثوري المؤسساتي. وقد انتخب عضو مجلس النواب المكسيك.